# The Gospellers (アルバム)
『The Gospellers』（ザ・ゴスペラーズ）は、1995年10月21日に発売されたゴスペラーズのメジャーデビュー後1枚目のアルバム。

## 概要
- 歌詞カードはメンバーの手書きで、モバイルサイトではこれを使ってクイズを出したことがある。

## 収録曲
1. イントロ'95　(1:31)
  - 作曲：ゴスペラーズ／編曲：BANANA ICE

「イントロ」シリーズの最初の曲。
2. Something in my soul　(3:49)
  - 作詞：京恵里子／作曲：村上てつや／編曲：DJバリ"K"～ん

「Down To Street」でも収録されているが、録り直しされてある。
3. U'll Be Mine　(4:31)
  - 作詩：安岡優／作曲：ゴスペラーズ／編曲：田辺恵二

2ndシングル曲。
4. Higher　(4:47)
  - 作詞：ゴスペラーズ／作曲：酒井雄二／編曲：田辺恵二

後に3rdシングル「Winter Cheers!～winter special/Higher」にてリカットされる。
5. Promise (album version)　(6:29)
  - 作詞：近藤聖子／作曲：鈴木三博／編曲：小西貴雄

1stシングル曲のアルバムバージョン。1分9秒のピアノイントロで始まり、最後の部分ではブレイクの時間が違う。
6. Betcha By Golly, Wow　(3:12)
  - Words&Music: Linda Creed,Thom Bell／Arrangement: The Gospellers

スタイリスティックスのカバー。アカペラでアレンジされてある。リードボーカルは黒沢。
7. Winter Cheers!　(3:50)
  - 作詞：からむし天気／作曲・編曲：小西貴雄

後に3rdシングルとしてアレンジされ、シングルカットされた。シングル版との違いは、歌詞が少ない事と、メインボーカルが村上と黒沢のみである。
また、この曲の前のギャップ部分には、ゴスペラーズの大学サークルメンバーとの打ち上げ模様が収録されている。これは、この曲がクリスマスパーティーを意識しているためである。
8. Tonight　(4:39)
  - 作詞：からむし天気／作曲：黒沢カオル／編曲：田辺恵二
9. 祈りの街　(4:11)
  - 作詞・作曲：ゴスペラーズ／編曲：アパッチ田中
10. インター'95　(0:41)
  - 作曲：ゴスペラーズ／編曲／BANANA ICE

インタールード曲。
11. Voices　(3:41)
  - 作詞：からむし天気／作曲：ゴスペラーズ／編曲：BANANA ICE
12. 深呼吸　(2:04)
  - 作詞：ゴスペラーズ／作曲：北山陽一

アカペラ曲。